# Interstate 476
Pour les articles homonymes, voir Route bleue et Route 476.
L'Interstate 476 (I-476) est une autoroute auxiliaire de 132,10 miles (212,60 km) en Pennsylvanie.
L'autoroute débute à l'I-95 près de Chester jusqu'à l'I-81 près de Scranton, servant de corridor principal sud–nord dans l'est de la Pennsylvanie. L'I-476 est constituée de la Mid-County Expressway, dans les comtés de Delaware et de Montgomery dans la banlieue de Philadelphie, ainsi que de l'autoroute à péage, la Northeast Extension du Pennsylvania Turnpike, laquelle relie la vallée du Delaware avec la Lehigh Valley, les monts Pocono et la Wyoming Valley au nord.
La Mid-County Expressway passe par des régions suburbaines alors que la Northeast Extension traverse majoritairement des régions rurales, montagneuses, boisées et agricoles. L'I-476 croise plusieurs routes majeures dont l'I-76 à West Conshohocken, l'I-276 à Plymouth Meeting, la US 22 près d'Allentown et l'I-80 près du Hickory Run State Park.
À son ouverture en 1979, l'I-476 était une autoroute à quatre voies de trois miles (4,8 km) reliant l'I-76 à Chemical Road à Plymouth Meeting. Elle a aidé à réduire la congestion dans la région de King of Prussia tout en offrant un lien plus direct depuis les banlieues nord de Philadelphie et le New Jersey.
En 1996, la désignation d'I-476 a été attribuée à la Northeast Extension du Pennsylvania Turnpike, remplaçant la PA 9. Il s'agissait d'une plus vieille route à quatre voies qui avait ouvert entre 1955 et 1957. Certains segments ne répondaient toutefois pas aux normes des Interstates. Avec la désignation de la Northeast Extension, l'I-476 a dépassé l'I-495 au Massachusetts comme la plus longue autoroute auxiliaire, un record qu'elle gardera jusqu'à ce que l'I-369 au Texas soit complétée.

## Description du tracé

### Woodlyn à Plymouth Meeting

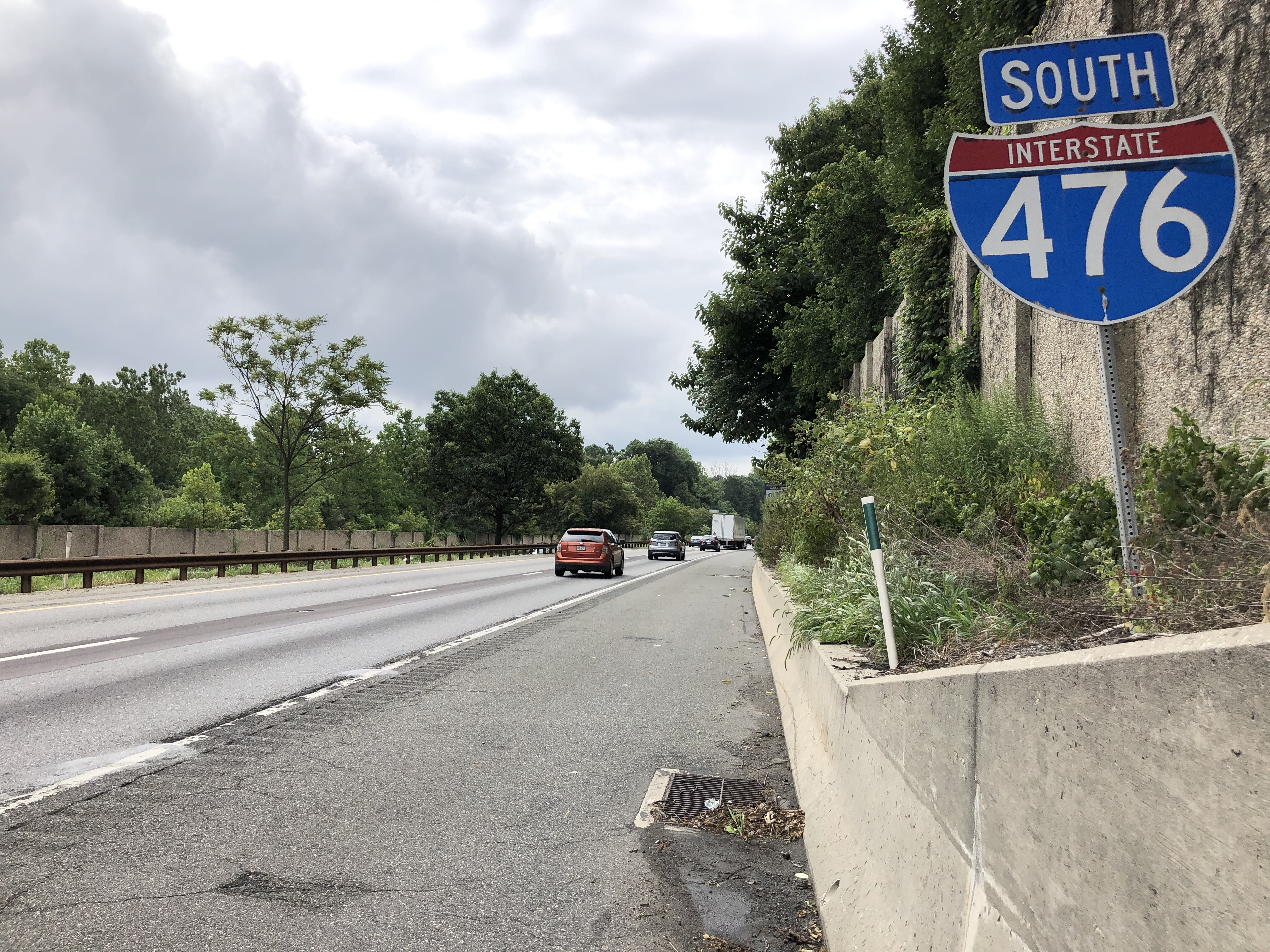
I-476 sud à Broomall

Le segment de l'I-476 entre l'I-95 et le Pennsylvania Turnpike (I-276) circule du sud au nord à travers les comtés de Delaware et de Montgomery. Il est officiellement désigné Mid-County Expressway. Le terminus sud de la route se situe au niveau de l'I-95 près de Chester au sud-ouest de Philadelphie. Se dirigeant vers le nord, la route par quelques voies locales, en plus de passer au-dessus de rails. Elle passe par les banlieues ouest de Wallingford et de Swarthmore. Elle poursuit au nord vers Springfield et rencontre la US 1.
Passé la US 1, l'I-476 continue de parcourir des banlieues. Elle rencontre la PA 3 à Broomall. La route continue son parcours à Radnor Township où elle atteint un échangeur avec la US 30. L'autoroute entre dans le comté de Montgomery et croise l'I-76 à West Conshohocken. Après avoir traversé la Schuylkill River sur le Pearl Harbor Memorial Bridge, l'autoroute entre à Plymouth Township. À cet endroit, elle croise quelques voies locales jusqu'à la jonction avec l'I-276. Il s'agit du terminus nord de la Mid-County Expressway, ainsi que la fin de l'autoroute gratuite.

### Plymouth Meeting à Clarks Summit
À Plymouth Meeting, l'I-476 entre dans le réseau du Pennsylvania Turnpike et a un poste de péage principal juste avant de croiser l'I-276. La route continue son trajet dans les banlieues de Philadelphie. Après avoir croisé la PA 63, l'autoroute entre dans une région rurale. Elle entre dans le comté de Bucks et rencontre la PA 663 près de Quakertown. La Northeast Extension continue au nord-ouest dans le comté de Lehigh, faisant partie de la région métropolitaine de Lehigh Valley. À cet endroit, l'autoroute atteint une région plus développée. Elle a des rampes d'accès vers l'aire de service d'Allentown ainsi qu'un échangeur avec la US 22, lequel offre un accès indirect à l'I-78.
Au nord d'Allentown, la route passe sous les montagnes Bleues dans le Lehigh Tunnel et entre dans le comté de Carbon dans la région des Monts Pocono. L'autoroute traverse la Lehigh River avant de croiser la US 209 près de Lehighton. Continuant à travers des régions montagneuses, l'autoroute croise l'aire de service de Hickory Run avant de croiser la PA 903. À cet endroit, l'I-476 traverse le Hickory Run State Park avant de croiser la PA 940 qui donne accès à l'I-80 au nord du parc. L'autoroute continue à travers des régions montagneuses se dirigeant vers le comté de Luzerne. Elle croise la PA 115 à Bear Creek. L'autoroute arrive à un poste de péage principal près de Pittston. Un peu plus loin, l'I-476 croise la PA 315 qui offre un accès indirect à l'I-81 ainsi qu'à Scranton.
Dépassé cet échangeur, l'I-476 entre dans le comté de Lackawanna. L'autoroute passe sous l'I-81 et atteint un autre poste de péage principal. Au nord de Scranton, à Clarks Summit, l'autoroute traverse une vallée sur le John E. Fitzgerald Memorial Bridge, un pont de 50 mètres (163 pieds) de hauteur. Elle passe au-dessus de la US 6 / US 11 et de la PA 407. Au-delà du pont, l'I-476 arrive à une courbe en épingle et atteint un poste de péage principal avant de se terminer à la jonction avec l'I-81, la US 6 / US 11. La US 6 rejoint le turnpike pour moins de 0,25 miles (0,40 km) afin d'atteindre l'I-81 et de former un multiplex avec celle-ci. L'I-476 arrive à son terminus nord à la jonction avec la US 11.

## Liste des sorties
| Interstate 476                                  |                            |        |        |                                                                    |                                                                                  |                                                                                 |
| Comté                                           | Municipalité               | mi     | km     | Sortie                                                             | Intersections / Destinations                                                     | Notes                                                                           |
| Delaware                                        | Ridley Township            | 0,00   | 0,00   | —                                                                  | I-95 – Philadelphie, Chester                                                     | Sortie 7 de l'I-95; accès à l'Aéroport international de Philadelphie            |
| Delaware                                        | Ridley Township            | 0,48   | 0,77   | 1                                                                  | MacDade Boulevard                                                                |                                                                                 |
| Delaware                                        | Nether Providence Township | 3,39   | 5,46   | 3                                                                  | Media, Swarthmore                                                                |                                                                                 |
| Delaware                                        | Marple Township            | 5,07   | 8,16   | 5                                                                  | US 1 – Lima, Springfield                                                         |                                                                                 |
| Delaware                                        | Marple Township            | 8,77   | 14,11  | 9                                                                  | PA 3 (en) – Broomall, Upper Darby                                                |                                                                                 |
| Delaware                                        | Radnor Township            | 13,24  | 21,31  | 13                                                                 | US 30 – St. Davids, Villanova                                                    |                                                                                 |
| Montgomery                                      | West Conshohocken          | 15,84  | 25,49  | 16                                                                 | I-76 / PA 23 (en) – Philadelphie, Valley Forge, Conshohocken                     | Indiqué sortie 16A (est) et 16B (ouest) en direction nord; sortie 331 de l'I-76 |
| Montgomery                                      | Plymouth Township          | 18,81  | 30,27  | 18A                                                                | Conshohocken                                                                     | Sortie direction nord, entrée direction sud                                     |
| Montgomery                                      | Plymouth Township          | 18,81  | 30,27  | 18B                                                                | Norristown                                                                       | Indiqué sortie 18 en direction sud                                              |
| Montgomery                                      | Plymouth Township          | 19,69  | 31,69  | 19                                                                 | Plymouth Meeting                                                                 | Sortie direction nord, entrée direction sud                                     |
| Montgomery                                      | Plymouth Township          | 19,97  | 32,14  | 20                                                                 | Vers I-276 Toll ouest / Pennsylvania Turnpike ouest / Plymouth Road – Harrisburg | Sortie direction sud via I-276 ouest                                            |
| Montgomery                                      | Plymouth Township          | 19,97  | 32,14  | Poste de péage (Mid-County Expressway devient Northeast Extension) |                                                                                  |                                                                                 |
| Montgomery                                      | Plymouth Township          | 20,33  | 32,72  | —                                                                  | I-276 Toll / Pennsylvania Turnpike – Harrisburg, New Jersey                      | Sortie direction nord vers I-276 ouest via sortie 20                            |
| Montgomery                                      | Towamencin Township        | 30,78  | 49,54  | 31                                                                 | PA 63 (en) – Harleysville, Kulpsville                                            | Indiqué sortie 31A (est) et 31B (ouest) en direction nord                       |
| Bucks                                           | Milford Township           | 44,39  | 71,44  | 44                                                                 | PA 663 (en) – Quakertown, Pottstown                                              |                                                                                 |
| Lehigh                                          | Upper Macungie Township    | 56,37  | 90,72  | Aire de service d'Allentown                                        | Aire de service d'Allentown                                                      | Aire de service d'Allentown                                                     |
| Lehigh                                          | South Whitehall Township   | 57,71  | 92,88  | 56                                                                 | US 22 vers I-78 / PA 309 (en) – Allentown, Harrisburg                            |                                                                                 |
| Montagnes Bleues                                | Montagnes Bleues           | 71,68  | 115,36 | Tunnel Lehigh                                                      | Tunnel Lehigh                                                                    | Tunnel Lehigh                                                                   |
| Carbon                                          | Franklin Township          | 75,73  | 121,88 | 74                                                                 | US 209 – Lehighton, Stroudsburg                                                  |                                                                                 |
| Carbon                                          | Penn Forest Township       | 86,62  | 139,40 | Aire de service de Hickory Run                                     | Aire de service de Hickory Run                                                   | Aire de service de Hickory Run                                                  |
| Carbon                                          | Penn Forest Township       | 87,39  | 140,64 | 87                                                                 | PA 903 (en) – Jim Thorpe, Lake Harmony                                           |                                                                                 |
| Carbon                                          | Kidder Township            | 94,82  | 152,60 | 95                                                                 | I-80 / PA 940 (en) – Hazleton, Mount Pocono                                      | Sortie 277 de l'I-80                                                            |
| Luzerne                                         | Bear Creek Township        | 105,85 | 170,35 | 105                                                                | PA 115 (en) – Wilkes-Barre, Bear Creek                                           |                                                                                 |
| Luzerne                                         | Pittston Township          | 113,42 | 182,53 | Poste de péage de Wyoming Valley                                   | Poste de péage de Wyoming Valley                                                 | Poste de péage de Wyoming Valley                                                |
| Luzerne                                         | Pittston Township          | 115,17 | 185,35 | 115                                                                | PA 315 (en) vers I-81 – Pittston, Scranton                                       |                                                                                 |
| Lackawanna                                      | Taylor                     | 121,61 | 195,71 | Poste de péage principal de Keyser Avenue                          | Poste de péage principal de Keyser Avenue                                        | Poste de péage principal de Keyser Avenue                                       |
| Lackawanna                                      | Taylor                     | 122,36 | 196,92 | 122                                                                | Old Forge, Taylor                                                                |                                                                                 |
| Lackawanna                                      | South Abrington Township   | 131,20 | 211,15 | Poste de péage principal de Clarks Summit                          | Poste de péage principal de Clarks Summit                                        | Poste de péage principal de Clarks Summit                                       |
| Lackawanna                                      | South Abrington Township   | 131,37 | 211,42 | 131                                                                | I-81 / US 6 / US 11 – Scranton, Clarks Summit, Binghamton, Wilkes-Barre          | Sortie 194 de l'I-81                                                            |
| - Péage - Accès incomplet - Transition de route |                            |        |        |                                                                    |                                                                                  |                                                                                 |